# Tratto spinotalamico
Il tratto (o fascio) spinotalamico è un percorso sensoriale che si origina nel midollo spinale. Esso trasmette informazioni dalla pelle al talamo sul dolore, la temperatura, il prurito e il tatto grezzo, ovvero le informazioni sensoriali appartenenti alla cosiddetta sensibilità protopatica, la meno discriminativa e filogeneticamente meno recente. Dal nucleo ventrale posterolaterale del talamo, le informazioni sensoriali sono trasmesse alla corteccia somatosensoriale della circonvoluzione postcentrale.
Il tratto spinotalamico si compone di due percorsi adiacenti: anteriore e laterale. Il tratto spinotalamico anteriore trasporta informazioni su tatto grezzo. Il tratto spinotalamico laterale trasmette informazioni sul dolore e la temperatura. Nel midollo spinale, il tratto spinotalamico ha organizzazione somatotopica. Il fascio decussa a livello del midollo spinale, anziché nel tronco cerebrale come avviene nel lemnisco mediale posteriore e nel fascio corticospinale.

## Struttura
Il tratto spinotalamico comprende due parti principali:
- Il tratto spinotalamico laterale trasmette informazioni sul dolore e la temperatura.
- Il tratto spinotalamico anteriore (o ventrale) trasmette informazioni sul tatto grezzo e la pressione costante.

Il tratto spinotalamico, come il lemnisco dorsale, utilizza tre neuroni per trasmettere le informazioni sensoriali dalla periferia al livello cosciente della corteccia cerebrale.
I neuroni pseudounipolari che si trovano nel ganglio della radice dorsale hanno assoni che partono dalla pelle e terminano nel midollo spinale dorsale, dove salgono o scendono di uno o due livelli vertebrali attraverso il fascio di Lissauer, per poi fare sinapsi con i neuroni secondari nella sostanza gelatinosa di Rolando o nei nuclei del midollo spinale. Questi neuroni secondari sono chiamati cellule del fascio. Gli assoni delle cellule del fascio si incrociano (decussano) dall'altro lato del midollo spinale attraverso la commissura bianca anteriore, e nell'angolo anterolaterale del midollo spinale (da qui il tratto spinotalamico diviene parte del sistema anterolaterale). La decussazione si verifica solitamente 1-2 segmenti sopra il punto di ingresso del nervo spinale. Gli assoni viaggiano per tutta la lunghezza del midollo spinale fino al tronco cerebrale, precisamente al midollo rostrale ventromediale. Procedendo attraverso il tronco encefalico, il fascio si sposta dorsalmente. I neuroni infine fanno sinapsi con i neuroni di terzo ordine in diversi nuclei del talamo, compresi i nuclei dorsale mediale, posteriore ventrale laterale e ventrale posteriore mediale. Da lì, i segnali giungono alla corteccia del cingolo, alla corteccia somatosensoriale primaria, e alla corteccia insulare.

## Funzione
Il tratto spinotalamico trasmette informazioni sensoriali sulle sensazioni affettive. Queste sensazioni sono accompagnate da una costrizione ad agire. Ad esempio, il prurito è accompagnato dal bisogno di grattarsi, mentre uno stimolo doloroso ci spinge ad allontanarci dalla fonte del dolore.
Sono stati identificati due sottosistemi:
- Diretto (per la percezione diretta e cosciente del dolore)
- Indiretto (per l'impatto emotivo ed eccitatorio derivato dal dolore). Le proiezioni indirette comprendono:
  - Fascio Spino-Reticolo-talamo-corticale (che fa parte del sistema di eccitazione ascendente reticolare)
  - Fascio Spino-mesencefalico-limbico (per l'impatto emotivo derivato dal dolore).

## Importanza clinica
Al contrario degli assoni dei neuroni di secondo ordine del leminisco mediale posteriore, gli assoni dei neuroni di secondo ordine del tratti spinotalamico si incrociano a livello del midollo spinale. Questo fatto è determinante in caso di lesioni al cervello o al midollo spinale. Le lesioni nel tronco cerebrale o nelle parti superiori possono causare deficit nella percezione del dolore, delle sensazioni tattili o della propriocezione, controlaterali rispetto alla lesione. Le lesioni del midollo spinale invece possono causare deficit nella percezione del dolore controlaterali rispetto alla lesione, mentre gli altri deficit si verificano in maniera omolaterale.
Le lesioni unilaterali di solito causano anestesia controlaterale (assenza della percezione di dolore e temperatura). L'anestesia inizia di solito 1-2 segmenti sotto il livello della lesione che colpisce tutte le aree del corpo caudale. Questo può essere clinicamente testato mediante punture di spillo.

## Sistema anterolaterale
Nel sistema nervoso, il sistema anterolaterale è il percorso ascendente che dalla periferia al cervello trasmette le sensazioni di dolore, temperatura (sensazioni protopatiche) e il tatto grezzo. Si compone di tre percorsi principali:
- Tratto spinotalamico, che proietta nel talamo, importante nella localizzazione degli stimoli dolorosi o termici
- Tratto spinoreticolare, che proietta nella formazione reticolare, provoca la vigilanza e l'eccitazione in risposta a stimoli dolorosi
- Tratto spinotettale, che proietta nel tetto del mesencefalo, orienta gli occhi e la testa verso gli stimoli